# Albany Creek (Ort)
Albany Creek ist ein Stadtteil (Suburb) von Brisbane, der Hauptstadt des australischen Bundesstaats Queensland. Die Einwohnerzahl lag 2021 bei 16.385 Personen.
Albany Creek besitzt eine staatliche High School sowie zwei staatliche Primary Schools. In dem Stadtteil sind außerdem ein Einkaufszentrum, Fastfood-Restaurants und eine Bibliothek vorhanden.
Das australische Pop-Duo The Veronicas ist in Albany Creek aufgewachsen.

## Geschichte
Albany Creek wurde ursprünglich an der Kreuzung zweier Aborigines-Straßen gegründet. Die Hauptstraße war die Hauptverbindungsstrecke in den Norden von Brisbane und ist heute noch als Old Northern Road bekannt. Die zweite Straße verband die Old Northern Road mit dem Little Cabbage Tree Creek in Aspley und weiter nach Downfall Creek in Chermside. Heute verläuft dieser Weg entlang der Albany Creek Road und Gympie Road.
Albany Creek war ursprünglich unter der Bezeichnung Chinaman’s Creek bekannt, bevor es 1888 seinen heutigen Namen erhielt.